# André Reynard
Pour les articles homonymes, voir Reynard (homonymie).
André Élysée Reynard, né à Marseille le 27 octobre 1799 et mort à Thoune (Suisse) le 1er septembre 1861, est un homme politique français, maire de Marseille et pair de France.

## Biographie

### Jeunesse
André Reynard est le fils de Marie Marguerite Seillard et de Jean Sylvestre Reynard qui fit le commerce des denrées coloniales avec de considérables profits. Il acquiert plusieurs propriétés et achète à Jacob Gozlan, père de Léon Gozlan futur secrétaire d’Honoré de Balzac, une raffinerie de sucre située dans l’ancien couvent des Petites Maries. Il fait de bonnes études au Lycée Thiers, et garda le goût des auteurs classiques. Tout en s’occupant du commerce, il fait de la politique dans les rangs du parti libéral animé par son ami Joseph Méry.

### Le député
Après la chute de Charles X, il est désigné le 10 août 1830 au poste d’adjoint au maire Alexis Rostand en compagnie de Consolat et Jules Juliany. Le 23 octobre 1830 il est élu pour la première fois à la chambre des députés, fonction qu’il exercera pendant seize ans après plusieurs réélections.
En 1832, il signe le compte rendu de ses collègues de gauche contre la politique de Casimir Perier. Peu à peu il rejoint les conservateurs et s’inféode à Guizot, champion du conservatisme. En 1833 il fera partie de la commission présidée par le général Bonnet chargée d’étudier la question de l’occupation de l’Algérie et sera favorable à l’extension de la colonisation. En 1835 il votera la loi contre la liberté d’association. Il collaborera aux travaux de la commission chargée de la question de l’esclavage des noirs et du statut politique des colonies.
Malgré la popularité de Consolat, le gouvernement décide de le remplacer et le Ministre Duchâtel nomme le 3 août 1843 André Élysée Reynard maire de Marseille. Au cours de cette année 1843 il sera également président de la chambre de commerce et d’industrie et nommé conseiller d’Etat en service extraordinaire. Il est également promu commandeur de la légion d’honneur. En 1846 il est nommé pair de France et démissionne de son mandat de député ; il sera remplacé par le célèbre avocat Clapier.

### Le maire
Il crée la fonction d’architecte en chef de la ville chargé de contrôler les travaux de voirie et d’architecture. Il confie cette charge au célèbre architecte marseillais Pascal Coste très connu pour ses travaux en Égypte. Malheureusement, rebuté par le travail administratif, Coste démissionne, mais il se verra cependant confier l’étude du palais de la bourse.
Bien que son action fut entravée par les amis de son prédécesseur, on peut citer à son actif certaines réalisations : ouverture à la circulation de l’avenue du Prado, édification en 1846 de deux fontaines en fonte sur le cours Belsunce qui seront par la suite déplacée sur les places de Strasbourg et de la Joliette, implantation des pavillons des bouquetières sur le Cours Saint-Louis, construction des abattoirs d’Arenc qui seront démolis en 1880 et surtout achèvement du canal de Marseille grâce à la réalisation d’un emprunt de 9 millions de francs.

### Fin de carrière et décès
La révolution de février 1848 met un terme à sa carrière politique. À la chute de Louis-Philippe, Reynard se comporta courageusement en n’abandonnant pas sa charge de maire malgré de violentes manifestations ; des pierres furent jetées contre sa maison et les vitres furent brisées. Il attendit l’arrivée du nouveau représentant du gouvernement qui était Émile Ollivier. Son successeur au poste de maire fut Emmanuel Barthélemy nommé le 4 mars 1848.
Il s’oppose si vivement au coup d’État du 2 décembre 1851 que le préfet Suleau envisage son arrestation. À la fin de sa vie il réside dans un hôtel particulier situé place de Noailles aujourd’hui disparue qui se trouvait à l’angle de la rue Scotto et de la Canebière. Atteint de tuberculose, il va dans la station climatique de Thoune en Suisse pour s’y faire soigner et y meurt le 1er septembre 1861. Son corps sera rapatrié à Marseille où il sera enterré. Le maire Onfroy prononcera son éloge funèbre.
Augustin Fabre a dit de lui : « Ne parlant qu’avec la sobriété des penseurs, il agissait avec toute la résolution des hommes les plus énergiques et la vigueur présidait à ses actes que la conviction mûrissait. ». En revanche le poète Victor Gélu a eu des propos très dur sur Reynard : « Il n’avait ni assez d’argent, ni assez de bonté naturelle, ni assez de vrai dignité pour faire oublier par l’aménité simple de ses manières qu’il était un parvenu du hasard ».